# Zacapetlayo
Zacapetlayo är en ort i Mexiko.   Den ligger i kommunen Huejutla de Reyes och delstaten Hidalgo, i den sydöstra delen av landet, 200 km norr om huvudstaden Mexico City. Zacapetlayo ligger 282 meter över havet och antalet invånare är 351.
Terrängen runt Zacapetlayo är kuperad söderut, men norrut är den platt. Terrängen runt Zacapetlayo sluttar norrut. Runt Zacapetlayo är det ganska tätbefolkat, med 86 invånare per kvadratkilometer. Närmaste större samhälle är Huejutla de Reyes, 14,0 km öster om Zacapetlayo. I omgivningarna runt Zacapetlayo växer i huvudsak städsegrön lövskog.